# Armando Girotti
Armando Girotti (Adria, 9 dicembre 1942) è un filosofo italiano, specializzato nelle metodologie di insegnamento della filosofia.

## Biografia
Nato ad Adria ma trasferitosi da bambino con la famiglia a Pontelongo, Armando Girotti si è laureato all'Università di Padova, dove si è formato alla scuola dei filosofi Giovanni Santinello e Enrico Berti. Insieme a quest' ultimo ha pubblicato nel 2000 il libro Filosofia, dedicato all'insegnamento della materia.
Dopo aver lavorato alcuni anni come docente di storia e filosofia nel liceo Ippolito Nievo di Padova, fin dagli anni '70 si è interessato alle metodologie di insegnamento e apprendimento della filosofia, lavorando come consulente esterno per gli IRRSAE di Veneto, Friuli Venezia Giulia, Trentino ed Emilia-Romagna e come Direttore dell'aggiornamento didattico per il Provveditorato agli studi di Padova, Vicenza, Venezia e Treviso. È incaricato dal Ministero della pubblica istruzione della realizzazione di materiali didattici finalizzati a innovare l'insegnamento della filosofia e di analizzare la didattica del Giappone all'interno di un progetto di scambio culturale con il paese asiatico.
Negli anni '80, dopo aver conseguito il Dottorato di ricerca in filosofia, tiene alcuni seminari per il Corso di Perfezionamento in  Metodologia dell’insegnamento filosofico presso l’Università di Padova.
Nel 1990 ha pubblicato Henri Gouhier e la sua storia storica della filosofia, prima opera in italiano dedicata al filosofo francese.
Ha collaborato alla terza edizione dell'Enciclopedia filosofica Bompiani, è saggista e redattore di Comunicazione filosofica, la rivista telematica della Società Filosofica Italiana, e dirige alcune collane di metodologia filosofica e di storia della filosofia.

## Pensiero
I suoi lavori iniziano a partire dal rapporto tra storiografia e filosofia, cioè se sia possibile una storia storica della filosofia (argomento riguardo al quale pubblica uno studio analizzando il pensiero di Henri Gouhier) che non scivoli nella storia filosofica della filosofia, cioè in una filosofia come decodificatrice della storia del pensiero.
Il primario interesse è rivolto alla formazione dei futuri docenti di filosofia, anche con stimolazioni pratiche. L’attenzione per le nuove metodologie, come la Didattica Breve, lo portano a definirne la lungimiranza, mostrandone anche l'aspetto pratico.
I suoi studi sulle metodologie di insegnamento lo portano a disapprovare le tecniche, a difesa delle strategie, quelle che, dice, insegnano a riflettere filosoficamente. A tal riguardo si è inserito nel dibattito sull’insegnamento della filosofia sostenendo che la diatriba tra le due scuole di pensiero, quella inerente alla didattica per problemi o secondo il profilo storico, perde di vista il dato primario, che non risiede tanto nei contenuti, quanto nel metodo di approccio finalizzato alla riflessione filosofica, quel metodo che insegna a “filosofare”. Gli esiti della sua ricerca perciò lo portano a sostenere l'esigenza di modificare l'insegnamento della filosofia in quanto lo scopo è che la didattica diventi filosofica e non rimanga semplice didattica della filosofia, teoreticamente sostenendone le motivazioni.
Le sue riflessioni teoretiche a difesa del Progetto Brocca, mostrandone le peculiarità, lo inducono a produrre Moduli anche su sollecitazione del Ministero dell'Istruzione e, per quanto riguarda la Philosophy for Children, trovandola troppo legata all'interpretazione della filosofia come avvio alla logica, ne critica la didattica finalizzata alle tecniche, privilegiando invece la "Filosofia con i bambini" che, cambiando il “for” in “with”, presta maggior attenzione alla psiche infantile.
I suoi studi sulla metodologia dell'insegnamento filosofico lo portano infine ad inserirsi nel dibattito "cervello-mente" con riferimenti alla complessità dell'io nel rapporto tra sapere ed emozione, sulla volontà, nonché sul problema anima.

## Onorificenze
Nel 2016 è stato insignito della cittadinanza onoraria dal Sindaco di Pontelongo Fiorella Canova.

## Opere
- Henri Gouhier e la sua storia storica della filosofia, Unipress, Padova 1990.
- La filosofia per unità didattiche, Pagus, Treviso 1993.
- Aristotele, dal platonismo all’autonomia, Polaris, Faenza 1996.
- L’insegnamento della filosofia, dalla crisi alle nuove proposte, Unipress, Padova 1996.
- La filosofia di Schopenhauer, Polaris, Faenza 1998.
- Girotti - Berti, Filosofia, Professione docente, La Scuola, Brescia 2000.
- Girotti - Morini, Modelli di razionalità nella storia del pensiero, Sapere, Padova 2005.
- Discorso sui metodi, Pensa, Lecce 2005.
- Medioevo vs 2009, tra tabula rasa e innatismo, Sapere, Padova 2009.
- Riforma Gelmini e insegnamento della filosofia, Sapere, Padova 2010.
- Essere e volere, Pensa multimedia, Lecce 2013.
- Siamo completamente liberi di volere ciò che vogliamo?, Il Giardino dei Pensieri, Bologna 2014.
- Aristotele, Diogene Multimedia, Bologna 2015.
- Hegel, Diogene Multimedia, Bologna 2015.
- Schopenhauer, Diogene Multimedia, Bologna 2015.
- Siamo liberi di volere ciò che vogliamo?, Diogene Multimedia, Bologna 2015.
- Girotti-Paris, Filosofia, bellezza e responsabilità, Diogene Multimedia, Bologna 2016.
- Kant, Diogene Multimedia, Bologna 2016.
- Cercasi anima disperatamente, Diogene Multimedia, Bologna 2016.
- Giovanni Gentile, La filosofia nella scuola secondaria, Diogene Multimedia, Bologna 2017.
- Il fico proibito dell’Eden e la giustificazione del male, Diogene Multimedia, Bologna 2018.
- Un viaggio intorno all’io – Da Atene a Delfi dialogando, Diogene Multimedia, Bologna 2018.
- Sul permesso di morire, Diogene Multimedia, Bologna 2018.
- Emmanuel Lévinas e una nuova idea di etica, Diogene Multimedia, Bologna 2020.
- Albert Einstein, fisica, creatività, filosofia, Diogene Multimedia, Bologna 2020.